# مقبس 7
مقبس 7 (بالإنجليزية: Socket 7) وهو مقبس لوحدات المعالجة المركزية بنظام إكس 86 للحواسيب الشخصية, وهو المقبس البديل لمقبس 5. وكانت تُستخدم لمعالجات بنتيوم من شركة إنتل, وبالإضافة إلى المعالجات المشابهة لها من شركات إي أم دي، آي بي أم، سيتيكس وأي دي تي وغيرها.
وهو المقبس الوحيد الذي دعم عدة وحدات المعالجة المركزية من شركات مختلفة وبسرعات مختلفة. وإختلفه عن مقبس 5 هو زيادة لإبرة واحدة في الزاوية الداخلية لتدعم قيمتين للجهد الكهربائي 3.5 فولت و 2.5 فولت، عوضا عن استخدام جهد كهربائي واحد في مقبس 5. وبالإضافة إلى أنه كان يدعم جميع المعالجات المستخدمة لمقبس 5.
ومن المعالجات التي كانت تستخدم هذا المقبس، معالج إي أم دي كي 5، إي أم دي كي 6، سيريكس 6x86، سيريكس 6x86 أم إكس، أي دي تي وين تشب, إنتل بنتيوم، بنتيوم أم أم إكس ورايس تكنولوجيز أم بي 6. وقامت شركة إي أم دي بتطوير المقبس ليصبح اسمه مقبس 7 الممتاز (Super Socket 7), لكي يستخدم في معالجاتها إي أم دي كي 6 2 وإي أم دي كي 6 III لتعمل على سرعات أعلى لكي تستخدم منفذ الرسوميات السريع في لوحة الأم.